# Левон Ананян
Лево́н Заха́рович Ананя́н (вірм. Լևոն Անանյան; 13 жовтня 1946, село Кохб, Ноемберянський район, Вірменська РСР, СРСР — 2 вересня 2013, Єреван) — вірменський журналіст і перекладач.

## Біографія
- Закінчив Єреванський державний університет, факультет філології.
- Працював журналістом у щомісячному літературно-публіцистичному журналі «Гарун» протягом 25 років.
- 1974 — став членом Спілки журналістів Вірменії.
- 1989 — став членом Спілки письменників Вірменії.
- 1990–2001 — головний редактор щомісячного літературно-публіцистичного журналу «Гарун»
- 2001 — був обраний головою Спілки письменників Вірменії. Викладає на факультеті журналістики Єреванського державного університету.
- Голова громадської організації «Ноемберян», названої за назвою міста Ноемберян, розташованого в Тавушському марзі Вірменії. Заслужений діяч культури Республіки Вірменія. Володар «Золотого пера» Спілки журналістів Вірменії (1983). Учасник II Форуму перекладачів, письменників та видавців країн СНД і Балтії Ананян Левон Захарович, Досьє[недоступне посилання з лютого 2019].

## Книги
Книги вірменською мовою:
- 1979 — Індустріальний розвиток Радянської Вірменії.
- 1986 — Соціалістичне змагання і підвищення ефективності виробництва.
- 1986 — Коріння і крона. Проза, публіцистика. «Советакан Грох», Єреван
- 1996 — Драма на сцені і на екрані. Єреван
- 2004 — Тривоги. Есе, публіцистика. «Зангак-97», Єреван
- 2004 — Метушня. Есе, Єреван
- 2006 — Протистояння. Есе. «Амараст», Єреван
- 2006 — Сувенір. Вірші. «Зангак-97», Єреван

Переклади на вірменську мову:
- Рей Бредбері. 451° по Фаренгейту. Роман. «Советакан Грох», Єреван, 1987. Пер. з англ. мов.
- Сучасна російська проза. Т. 1 Видавництво Спілки письменників Вірменії, Єреван, 2007. Пер. з рос. мов.
- Ю. Поляков. Козеня в молоці. Роман. Видавництво Спілки письменників Вірменії, Єреван, 2008. Пер. з рос. мов.